# Kerstin Lorenz
Kerstin Bärbel Lorenz, född 14 juli 1962, död 7 september 2005, var en tysk politiker. Hon kandiderade för det högerpopulistiska/högerextrema NDP till förbundsdagen i valet 2005, men avled i sviterna efter ett slaganfall knappt två veckor före valdagen. Detta innebar att röstningen i Dresdens första valkrets fick skjutas upp från det planerade datumet 18 september till 2 oktober.
Lorenz gick ursprungligen med i det tyska republikanska partiet (REP) 1994, arbetade en tid som partiets presstalesman i Weißeritzkreis och satt i partiets centralstyrelse åren 1998 - 2002. Två år senare, 2004, uppmanade hon - mot partitoppens vilja - sina väljare i Sachsen att istället rösta på Nationaldemokraterna (NDP) i delstatsvalet. Republikanska partiet började på en process för att utesluta Lorenz, men innan denna hann slutföras gick hon frivilligt ur för att istället, dagen innan valet, gå med i NDP som i brist på konkurrens från REP fick 9,2% av rösterna och 12 platser i delstatsparlamentet vilket var en ökning från 1,4% i valet 1999.
Efter delstatsvalet 2004 arbetade hon med den NDP-gruppen i det sachsiska delstatsparlamentet. Hon ställde upp som personvalskandidat till förbundsdagen i valet 2005 för NDP, men fick ett slaganfall den 5 september varefter hon föll i koma, och dödförklarades den 7 september.